# Maxi Jazz
Maxi Jazz, nom de scène de Maxwell Alexander Fraser, né le 14 juin 1957 à Brixton et mort le 23 décembre 2022 à Londres, est un musicien et chanteur britannique.

## Biographie
Il est le leader vocal du groupe Faithless à partir de 1995.
Le groupe s'est séparé en 2011 puis reformé en 2015 et Maxi Jazz continue avec The E-Type Boys jusqu'à sa mort survenue le 23 décembre 2022 à Londres, à l'âge de 65 ans.